# SECAM
SECAM (на френски: Séquentiel couleur à mémoire, означава последователен цвят с памет) е една от трите аналогови телевизионни системи, използва се във Франция, някои страни в Африка и държавите от бившия СССР. Другите две са PAL и NTSC. Работата по SECAM започва през 1956 г. Исторически тя е първият европейски стандарт. Съвместима е със старите черно-бели телевизии. Сигналът е с честотна модулация (FM) на сигналите за цветност – (R-Y – наричан червен цветоразликов и B-Y – наричан син цветоразликов сигнал). Поради относително широкия спектър на честотната модулация с цел потискане на смущенията двата цветоразликови сигнала се предават на различни носещи честоти. По време на единия ред на редовата развивка се предава единия цветоразликов сигнал, а по време на следващия ред се предава другия цветоразликов сигнал. За да се декодира правилно сигнала в декодера на SECAM е нужна закъснителна линия с време на закъснение един ред (64 микро секунди) с цел едновременното наличие в приемния тракт на двата цветоразликови сигнала – излъчените по време на предния ред и текущо предавания сигнал за цветност. Честотно модулираните цветоразликови сигнали се модулират амплитудно в предавателния тракт през т.нар. антиклош филтър (на български „обърната камбана“). По този начин се потискат носещите честоти (с цел намаляване на смущения при черно-бяла картина) и намаляват шумовете в дребните детайли. В приемния тракт се използва клош филтър за да се компенсира допълнителната амплитудна модулация в предавателния тракт.
Като се вижда видео сигнал кодиран по система SECAM би бил устойчив на цветови изкривявания по време на разпространение на сигнала поради използването на честотно модулиран сигнал, но резултатното цветно изображение в телевизионния приемник би било с двойно намалена цветова разделителна способност поради предаването само на един цвят по времетраенето на един ред. За щастие човешкото око е нечувствително към промените в цвета по вертикал в сравнение с изменението на яркостта и тази загуба на цветост остава незабележима.